# Primera División de Bolivia 1957
El Campeonato de Primera División 1957, fue el cuarto torneo nacional. Se realizó en dos torneos paralelos: el Certamen Nacional Mixto y el Torneo Integrado
Se jugaron dos torneos paralelos por divergencias entre la Asociación de Fútbol Cochabamba, la Asociación de Fútbol Oruro, los centros mineros y la Asociación de Fútbol de La Paz.

## Certamen Nacional Mixto
El Certamen Nacional Mixto de 1957 fue un torneo profesional de primera división en Bolivia que organizaron los equipos de la AFC, la AFO y los centros mineros de manera paralela al Torneo Integrado de la AFLP por divergencias. El Campeón fue el Club Wilstermann por primera vez en su historia.
El torneo se jugó desde el 20 de junio de 1957 hasta el 6 de enero de 1958. Se jugó en dos ruedas de todos contra todos.
Participaron Wilstermann, Aurora, Bata y Petrolero por Cochabamba, San José y Oruro Royal por Oruro e Internacional representando a los centros mineros.

### Equipos participantes
| Región     | Cant. | Equipos                                    |
| ---------- | ----- | ------------------------------------------ |
| Cochabamba | 4     | Aurora, Bata, Jorge Wilstermann, Petrolero |
| Oruro      | 3     | Internacional, Oruro Royal, San José       |

### Tabla de posiciones final
| Pos | Equipo            | Pts | PJ | G  | E | P | GF | GC | DIF |
| --- | ----------------- | --- | -- | -- | - | - | -- | -- | --- |
| 1.º | Jorge Wilstermann | 21  | 12 | 10 | 1 | 1 | 38 | 16 | +22 |
| 2.º | Aurora            | 16  | 12 | 6  | 4 | 2 | 25 | 17 | +8  |
| 3.º | San José          | 12  | 12 | 5  | 2 | 5 | 34 | 22 | +12 |
| 4.º | Bata              | 10  | 12 | 3  | 4 | 5 | 17 | 26 | –9  |
| 5.º | Oruro Royal       | 10  | 12 | 4  | 2 | 6 | 19 | 30 | –11 |
| 6.º | Internacional     | 9   | 12 | 4  | 1 | 7 | 25 | 26 | –1  |
| 7.º | Petrolero         | 6   | 12 | 2  | 2 | 8 | 14 | 35 | –21 |

|  | Campeón. |

## Torneo Integrado
El Torneo Integrado de 1957 fue el octavo torneo profesional de primera división en Bolivia que organizó la AFLP. Por divergencias, no participaron los equipos cochabambinos y orureños, que organizaron de manera paralela el Certamen Nacional Mixto junto a los centros mineros.
En el torneo solamente participaron los clubes paceños, se jugó en dos ruedas de todos contra todos. El Campeón fue el Club Always Ready.

### Tabla de posiciones
La tabla de posiciones final fue la siguiente:
| Pos | Equipo              | Pts | PJ | G | E | P | GF | GC | Dif |
| --- | ------------------- | --- | -- | - | - | - | -- | -- | --- |
| 1º  | Always Ready (C)    | 19  | 14 | 7 | 5 | 2 | 37 | 18 | 19  |
| 2º  | Deportivo Municipal | 19  | 14 | 8 | 3 | 3 | 35 | 23 | 12  |
| 3º  | Chaco Petrolero     | 15  | 14 | 7 | 1 | 6 | 37 | 30 | 7   |
| 4º  | Bolívar             | 14  | 14 | 5 | 4 | 5 | 34 | 34 | 0   |
| 5º  | The Strongest       | 14  | 14 | 5 | 4 | 5 | 33 | 34 | -1  |
| 6º  | Litoral de La Paz   | 13  | 14 | 6 | 1 | 7 | 26 | 36 | -10 |
| 7º  | Northern            | 10  | 14 | 3 | 4 | 7 | 24 | 35 | -11 |
| 8º  | Ferroviario         | 8   | 14 | 2 | 4 | 8 | 28 | 44 | -16 |

| Campeón Always Ready Torneo Integrado 1957 |

|  |                                         |
|  | Campeón.                                |
|  | Descenso.                               |
|  | Ascendidos Internacional y 1.º de Mayo. |